# Jászboldogháza
Jászboldogháza község Jász-Nagykun-Szolnok vármegyében, a Jászberényi járásban.

## Fekvése
Jász-Nagykun-Szolnok vármegye nyugati, a Jászság déli határán fekvő település. Jászberénytől kb. 15 km-re, délre fekszik. Szomszédos települések: Jánoshida (kb. 5 km), Tápiógyörgye (kb. 8 km).

### Megközelítése
Közúton a legegyszerűbben Jánoshida felől érhető el, a 32-es főútról letérve, a 3121-es úton, illetve a Jászberény–Jászboldogháza közötti 3125-ös úton, amit Imrédy útnak is hívnak, mert Imrédy Béla jelentős segítséget nyújtott a megépítéséhez. Megközelíthető még Tápiógyörgye felől is, ugyancsak a 3121-es úton.
Vasúton a MÁV 82-es számú, Hatvan–Szolnok közötti villamosított vonalán érhető el; az 1873-ban megnyitott vonalnak egy megállási pontja van a határai között. Jászboldogháza-Jánoshida vasútállomás a község központjában helyezkedik el, közúti elérését a 3121-es útból dél felé kiágazó 31 325-ös számú mellékút (települési nevén Vasút utca) biztosítja.

## Története
Régészeti leletekben főként a Csíkos nevű határrésze gazdag, ahol réz-, bronz-, szarmata- és népvándorlás kori tárgyak kerültek elő. Különösen jelentős volt a 251 síros avar temető feltárása.
A település nevét egy Mátyás korabeli oklevélen 1458-ban említik először, Boldoghaza néven. Majd olvashatjuk Bódogház /1550/, Boldogh Zallas /1567/, Boldogháza /1699/, Jászboldogháza /1960/ névalakokban is. Minden valószínűség szerint eredetileg is jász település volt, erre utal a Boldogszállás elnevezés is. Nevében a "Boldog" előtag az eddigi ismereteink szerint a "gazdag" személynévből keletkezett, a "-háza" utótag pedig a megtelepült életmódra utal. A hatvani szandzsák 1550-es összeírásakor 26 férfi lakost találtak a településen. 1567-ben pedig 14 gazda és 2 zsellércsalád lakta. Nem tudni pontosan mikor pusztult el a falu, de a későbbi összeírásokban már nem szerepel. 1667-ben említik újra, mint Berényhez tartozó pusztát.
A redemptio idején (1745-ben) Boldogházáért a megváltási összeget Jászberény fizette ki 8000 rajnai forint értékben.
A XVIII. században gyakran lakatlan, s csak legelőként használják. 1852-ben már ugyan vannak rajta tanyák, de állandó lakossága még hiányzik. Csak az 1850-es években, a tagosítás befejezésekor szaporodott meg a lakosság a pusztán. A változás csak az 1870-es évek után volt tapasztalható. A Hatvan -Szolnok közötti vasútvonal megépülése (1873) kedvezően hatott a település fejlődésére. A lakosság számának növekedése egészen a XX. század közepéig tartott, s ez a folyamat indította el a települést a fejlődés útján. Kialakult a tanyavilág öt központban (Csíkos, Tápió, Alsóboldogháza, Boldogháza, Sóshida), ahol iskolák, olvasókörök létesültek. Ezeken a területeken 500 családi házban körül belül 3000 ember élt. Az itt lakók 1946-ban döntöttek arról, hogy Boldogháza önállóvá válását kérik, melyet július 1-jei dátummal dr. Bibó István engedélyezett.
Ettől a kortól számítjuk település jelenkori történelmét.

## Közélete

### Polgármesterei
- 1990–1994: Matók István (független)[4]
- 1994–1998: Matók István (független)[5]
- 1998–2002: Matók István (független)[6]
- 2002–2006: Szűcs Lajos (független)[7]
- 2006–2010: Szűcs Lajos (független)[8]
- 2010–2014: Szűcs Lajos (Fidesz)[9]
- 2014–2019: Szűcs Lajos (Fidesz)[10]
- 2019–2021: Szűcs Lajos (Fidesz-KDNP)[11]
- 2022–2024: Koczáné dr. Fehérváry Mária (független)[12]
- 2024– : Koczáné dr. Fehérváry Mária (független)[1]

A településen 2022. július 17-én időközi polgármester-választást kellett tartani, mert a községet 19 évig vezető, először 23 évesen polgármesterré választott Szűcs Lajos 2021. december 15-én, személyes okokra hivatkozva lemondott posztjáról. A két dátum közti aránylag hosszú időtartamot a koronavírus-járvány miatt elrendelt korlátozások indokolták, mivel a járványhelyzet  fennállása alatt Magyarországon nem lehetett választásokat tartani. Az időközi választás megtartásáig a helység irányítását ügyvivő polgármesterként Joó–Kovács Balázs (Fidesz–KDNP) addigi alpolgármester vette át.
Az önkormányzat címe: 5144 Jászboldogháza, Rákóczi Ferenc utca 27., telefonszáma: 57/460-011, e-mail címe: hivatal@jaszboldoghaza.hu. A település hivatalos honlapja: http://www.jaszboldoghaza.hu/, hivatalos újságja a Boldogházi Hírek.

## Népesség
A település népességének változása:
| Lakosok száma | 1711 | 1675 | 1686 | 1701 | 1645 | 1631 | 1609 |
|               | 2013 | 2014 | 2018 | 2021 | 2022 | 2023 | 2024 |

2001-ben a település lakosságának  100%-a magyar nemzetiségűnek vallotta magát.
A 2011-es népszámlálás során a lakosok 87,5%-a magyarnak, 0,3% cigánynak, 0,4% románnak mondta magát (12,4% nem nyilatkozott; a kettős identitások miatt a végösszeg nagyobb lehet 100%-nál).
2022-ben a lakosság 94,5%-a vallotta magát magyarnak, 0,2% cigánynak, 0,2% románnak, 0,1-0,1% szlováknak, görögnek, örménynek és lengyelnek, 1,3% egyéb, nem hazai nemzetiségűnek (5,5% nem nyilatkozott; a kettős identitások miatt a végösszeg nagyobb lehet 100%-nál).

## Nevének eredete
A település neve az egykor „gazdag” értelemben használatos „boldog” melléknévből származik.

## Vallás
A 2001-es népszámlálás adatai alapján a lakosság többsége, kb. 86%-a római katolikus. Református kb. 5%, görögkatolikus vallású kb. 0,5%. Nem tartozik semmilyen egyházhoz, illetve nem válaszolt kb. 8,5%.
2011-ben a vallási megoszlás a következő volt: római katolikus 66%, református 3,2%, evangélikus 0,2%, felekezeten kívüli 6,3% (23,5% nem nyilatkozott).
2022-ben vallásuk szerint 46,9% volt római katolikus, 3,9% református, 0,6% görög katolikus, 0,5% evangélikus, 0,1% ortodox, 0,7% egyéb keresztény, 1% egyéb katolikus, 9,7% felekezeten kívüli (36,5% nem válaszolt).
- Római katolikus egyház: Az Egri Főegyházmegye (Egri Érsekség) Jász-Kun Főesperességének Jászapáti Esperesi Kerületébe tartozik, mint önálló plébánia. Római katolikus plébániatemplomának titulusa: Szent Család.
- Református egyház: A Dunamelléki Református Egyházkerület (püspökség) Délpesti Református Egyházmegyéjébe (esperesség) tartozik. Nem önálló anyaegyházközség.
- Evangélikus egyház: Az Északi Evangélikus Egyházkerület (püspökség) Dél-Pest Megyei Egyházmegyéjébe (esperesség) tartozik. Nem önálló egyházközség, Jászboldogháza evangélikus vallású lakosai a Szolnoki Evangélikus Egyházközséghez tartoznak, mint szórvány.

## Lakosságszáma
- (1949): 2242 fő
- (1990): 1930 fő
- (2001): 1824 fő
- (2005): 1835 fő
- (2007): 1741 fő
- (2015): 1675 fő

## Nevezetességei
- Fürdő
- Művelődési Ház
- Római katolikus (Szent Család-) templom: 1930-ban épült.
- Szent Vendel-szobor (iskolapark): Eredetileg 1935-ben készült. 2000-ben felújították.
- Szent Vendel-szobor: (Imrédy út),[3] 1905-ben készült.
- Szent Vendel-szobor (csíkosi kövesút): szintén 1935-ben készült.
- Helytörténeti Gyűjtemény
- Második világháborús emlékmű: 1991-ben készítette Sebők Imre.

## Sport
- A Jászboldogházi Sportegyesület 1962-ben alakult meg. Egykor labdarúgó-, sakk- és kézilabda-szakosztályt is működtetett. Jelenleg csak labdarúgó-szakosztálya van.
- Jászboldogházi Autósport Egyesület: 2008-ban jött létre.

## Civil szervezetek
- Polgárőrség
- Nyugdíjasklub
- Faluvédő és Szépítő Egyesület
- Jászboldogházáról Elszármazottak Baráti Társasága
- Tűzoltó Egyesület
- Szent Vendel Társulat

## Külső hivatkozások
- Jászboldogháza honlapja
- Jászboldogháza térképe Archiválva 2008. június 21-i dátummal a Wayback Machine-ben